# Jesionka (Jesiona)
Jesionka – przysiółek wsi Jesiona w Polsce, położony w województwie lubuskim, w powiecie nowosolskim, w gminie Kolsko nad jeziorem Rudno.
W latach 1975–1998 przysiółek administracyjnie należał do województwa zielonogórskiego.